# Hoa hồng Julia Child
Hoa hồng Julia Child được biết đến ở Mỹ như một loài hoa hết sức lộng lẫy, là một giống hoa hồng có màu vàng như bơ hay còn gọi là hoa thảo mộc vàng, được lấy theo tên của nữ hoàng đầu bếp Julia Child..

## Lịch sử
Sự đa dạng này được nhân giống bởi một người Mỹ tên Tom Carruth vào năm 2004. Nó đã được giới thiệu vào Hoa Kỳ bởi Tuần Buôn người Trồng hoa Hồng, Inc. Và ở Úc vào năm 2006 bởi Vườn ươm của Swane/ Công ty cổ phần tư nhân Swane Bros với tên "Bạn tâm giao" vào năm 2009. Ở Vương quốc Anh, loài hoa này được đặt tên theo chương trình truyền hình nổi tiếng Absolutely Fabulous (Phi Thường Lộng Lẫy). Nguồn gốc chính của loại hoa hồng này là (Voodoo x R. soulieana) x (Summerwine) x Topnotch. Đầu bếp nổi tiếng Julia Child đích thân chọn loại hoa hồng thảo mộc này để mang tên cô. 

## Trình bày và chăm sóc
Cây giống Julia Child có hoa vàng được sản xuất theo bó và lặp lại trong suốt một mùa dài. Hoa có kích thước vừa, lớn (26-40 cánh hoa), hình chén, và mang hình cầu. Bụi cây tròn nhỏ có tán lá màu xanh lá cây tươi và sáng. Bụi cây mọc ở chiều cao từ 26" đến 31" (từ 65 đến 80 cm), chiều rộng từ 20" đến 26" (từ 50 đến 65 cm). Nó có thể sinh trưởng mạnh mẽ trong điều kiện khí hậu ấm áp hơn. Thông thường, khí hậu với nhiệt độ ấm áp giúp cho hoa hồng kéo dài tuổi thọ, do đó cho phép chúng phát triển tốt hơn.
Các tán lá màu xanh lá cây tươi sáng tạo ra một phong nền đẹp cho hoa màu vàng tươi. Nó được trồng làm hang rào, vườn hoa, chưng trong lọ, và như là một bông hoa được tỉa cắt. Đó là một giống cây làm đẹp cho phong cảnh tuyệt vời, bởi vì nó màu vàng sáng, khả năng kháng bệnh và nở liên tục. Hoa hồng Julia Child thì chịu nhiệt với sức đề kháng tuyệt vời với đốm đen và nấm mốc. nó là loài hoa cứng rắn (USDA 6b đến 9b). Là loài cây ra hoa nhiều, hoa hồng được biết tới như một loài hoa cổ điển và có mùi hương cam thảo ngọt ngào. 
Bỏ đi những bông hoa đã tàn phai (đơ mặt) sẽ thúc đẩy cây nở thêm nhiều hoa. Chỉ cần cắt tỉa một chút để duy trì hình dạng của nó.

## Giải thưởng
Giống cây này giành chiến thắng vào năm 2006 (Tất cả hoa hồng được chọn của Mỹ). Nó đã được chọn là giống cây trồng tốt nhất của tốt Nhất trong năm 2010, và sẽ là ngôi Sao Vàng của Nam thái Bình Dương, trong thử nghiệm giống hoa hồng ở New Zealand năm 2011.

## Sáng chế
Ở Úc, hoa hồng Julia Child đã được cấp bằng sáng chế theo đơn xin số: 2009/219 từ năm 2009. Ở Mỹ, giống cây trồng này đang chờ được cấp bằng sáng chế, Hoa Kỳ-Bằng sáng chế số hiệu: PP 18,473, đã trình lên vào ngày 5 tháng 2 năm 2008.